# K147/148次列车
K147/148次列车是中国铁路曾运行于首都北京与安徽西北部城市阜阳之间的一对快速旅客列车，自2000年10月21日起开行，2021年4月10日起停運，由上海铁路局合肥客运段亳温车队负责客运任务。列车使用25G型客车，沿京九铁路运行，途经北京、河北、山东、河南、安徽四省一市，全程855公里，是阜阳唯一的始发进京列车。其中北京西站至阜阳站运行10小时23分，使用车次为K147次；阜阳站至北京西站运行11小时27分，使用车次为K148次。自开通以来，该列车的客流长期以务工人员为主，春运期间的客量尤其高企。

## 历史
阜阳自20世纪90年代兴起外出务工热潮，这股民工潮在1996年京九铁路开通后迅速增长，其后每年春节前后在阜阳集散的民工都在百万以上。然而截至1999年10月，阜阳与北京之间仍然只有过路的5班列车。2000年10月21日，中国铁路实施第三次大提速，北京西站加开经京九线运行、前往阜阳的1621/1622次普通旅客快车，使用非空调车底，阜阳由此首开始发进京列车。该列车后来更换25G型空调车底。
2011年7月1日，1621/1622次列车提升等级，车次改为K147/148次。次年8月28日，K148次成为安徽首班更换25G型DC600V车體的旅客列车。
2021年4月10日，K147/148次列车正式停運。

## 列车编组
K147/148次列车停運前使用直供電DC600V的25G型客车，配属上海铁路局合肥车辆段，列車滿編採取18節編組，其中硬座車8輛、硬臥車7輛，行李車、餐車和軟臥車各1輛。
| 车厢编号 | 1            | 2-9          | 10         | 11           | 12-18        |
| 车型     | XL25G 行李车 | YZ25G 硬座车 | CA25G 餐车 | RW25G 软卧车 | YW25G 硬卧车 |

## 机车交路

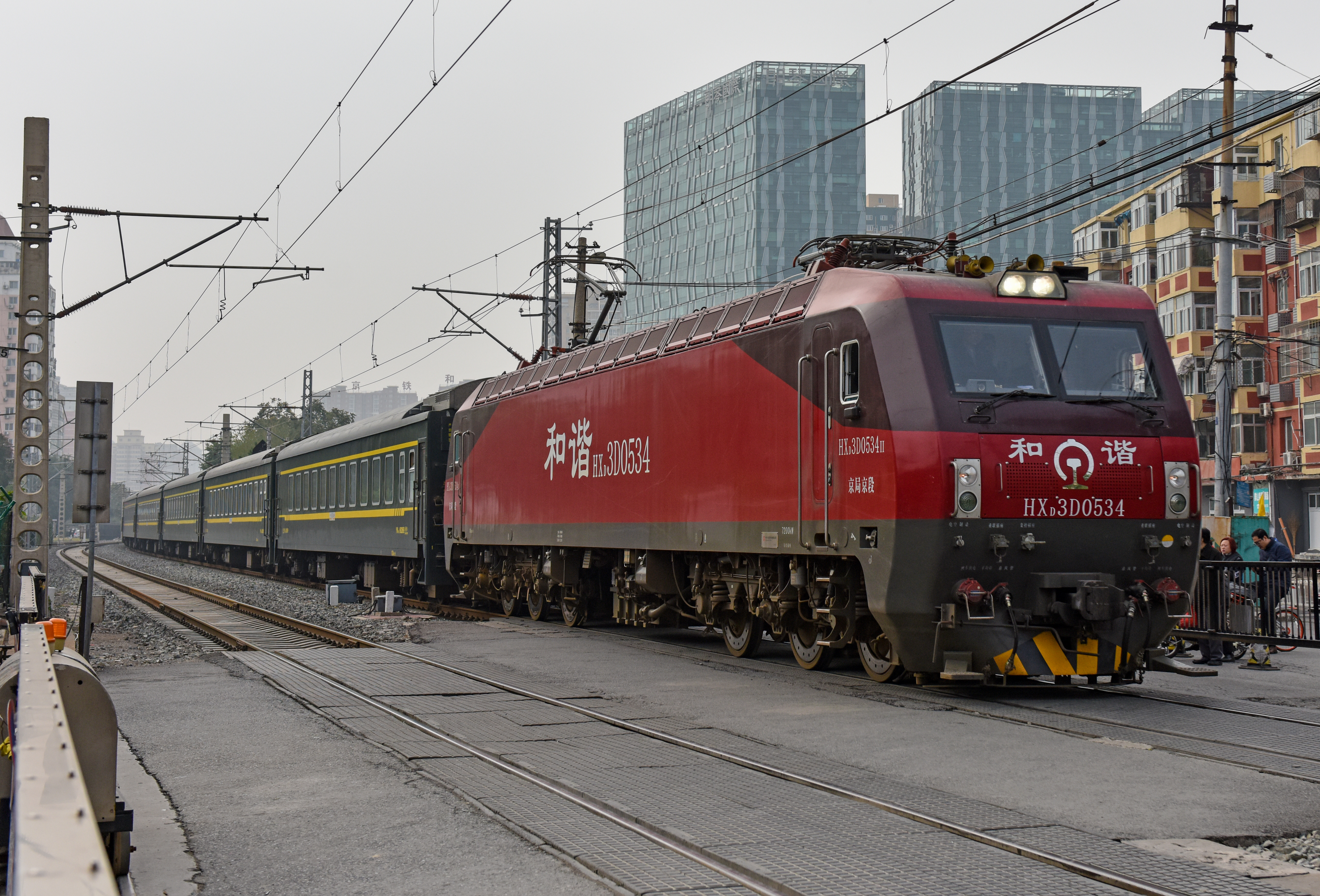
配属北京机务段的和谐3D型电力机车第0534号牵引K148次列车通過西黃線手帕口道口

K147/148次列车目前由北京鐵路局使用北京機務段的和谐3C型电力机车或和谐3D型电力机车牵引，该机车可直接向列车提供电能，用于列车内空调和水炉等设备需要，因此列车不需要再额外加挂一节空调发电车。
| 车站区段               | 北京西 ↔ 阜阳                                                      |
| 本务机车 配属 司机更替 | 和谐3C型电力机车/和谐3D型电力机车 京局京段 北京/濟南司机在聊城輪乘 |

## 运行时刻
- 数据截至2017年4月16日[11]：

| K147次 | K147次 | K147次 | K147次 | 停靠站 | K148次 | K148次 | K148次 | K148次 |
| 里程   | 天数   | 到点   | 开点   | 停靠站 | 到点   | 开点   | 天数   | 里程   |
| ------ | ------ | ------ | ------ | ------ | ------ | ------ | ------ | ------ |
| 0      | 当天   | —      | 09:43  | 北京西 | 08:33  | —      | 第二天 | 855    |
| 23     | 当天   | 10:02  | 10:06  | 黄村   | 08:08  | 08:11  | 第二天 | 832    |
| —      | 当天   | ↓      | ↓      | 霸州   | 07:19  | 07:21  | 第二天 | 763    |
| 147    | 当天   | 11:31  | 11:33  | 任丘   | 06:02  | 06:43  | 第二天 | 708    |
| 188    | 当天   | 12:00  | 12:02  | 肃宁   | 05:32  | 05:34  | 第二天 | 667    |
| 239    | 当天   | 12:34  | 12:36  | 深州   | ↑      | ↑      | 第二天 | —      |
| 274    | 当天   | 13:07  | 13:23  | 衡水   | 04:26  | 04:38  | 第二天 | 581    |
| 354    | 当天   | 14:16  | 14:18  | 清河城 | ↑      | ↑      | 第二天 | —      |
| 380    | 当天   | 14:41  | 14:43  | 临清   | ↑      | ↑      | 第二天 | —      |
| 426    | 当天   | 15:16  | 15:19  | 聊城   | 02:16  | 02:19  | 第二天 | 429    |
| 468    | 当天   | 15:46  | 15:49  | 阳谷   | ↑      | ↑      | 第二天 | —      |
| 582    | 当天   | 16:56  | 16:59  | 菏泽   | 00:32  | 00:35  | 第二天 | 273    |
| —      | 当天   | ↓      | ↓      | 商丘南 | 23:23  | 23:26  | 当天   | 168    |
| 751    | 当天   | 18:48  | 18:53  | 亳州   | 22:29  | 22:33  | 当天   | 104    |
| 855    | 当天   | 20:06  | —      | 阜阳   | —      | 21:20  | 当天   | 0      |

## 车次历史
K147/148这对车次曾被三次使用。1999年10月10日，南昌经浙赣、京广线至北京西的345/348、347/346次列车更换25K型客车后改为K145/148、K147/146次列车，2000年10月21日改为T145/148、T147/146次列车，原车次随即用于成都至武昌的快速列车，后者2001年10月升级为T246/247、T248/245次列车。相邻的K145/146这对车次则在2004年4月18日重新启用。2025年1月5日，T246/247、T248/245次列车降级为快速列车，改为K146/147、K148/145次，再次使用了这一车次。